# Коритки

Варіант гербу Єліта

Коритко гербу Єліта — шляхетський рід Королівства Польського (або Королівства Ягайлонів), Республіки Обох Націй (Речі Посполитої). Походження руське. З часом спольщився.

## Представники
- Станіслав з Пацановичів — записаний на з'їзді шляхти «руської» 1427 року
- Станіслав — посідач Пустомитів у 1448–1454 роках[1]
- ім'я невідоме — чоловік донька Стефана Фредра
- Павло — підкоморій перемишльський, львівський, дружина — Анна Ліґенза
- Станіслав — дідич Тулиголовів, львівський стольник Миколай-Франциск Кросновський відкупив село, яке записав Львівському колегіуму єзуїтів
- Станіслав — дідич Підгірців, дружина — Єлизавета (Ельжбета) з Соколова Дідушицька
- Станіслав — дідич
  - Коритко Еміль Станіславович
- Йоан (Ян) — чоловік доньки Андрія Малехівського Катерини, дідички Стронятина у 1448 р.[2]
- Йоан на Конюшках, мав доньку Фенну[3]
- Варфоломій[4]
- Станіслав — дідич Тулиголовів, фундатор місцевого закладу для убогих у 1633 році[5]

- Варвара (Барбара) — дружина сандецького каштеляна Станіслава зі Жмигроду, белзького воєводи Адама Александера Стадніцьких